# Attagenus punctatus
Attagenus punctatus là một loài bọ cánh cứngs được tìm thấy ở châu Âu và Cận Đông. Ở châu Âu, nó được tìm thấy ở Áo, Chính quốc Pháp, Đức, Hungary, Chính quốc Ý, Slovakia, và Yugoslavia.

## Hình ảnh

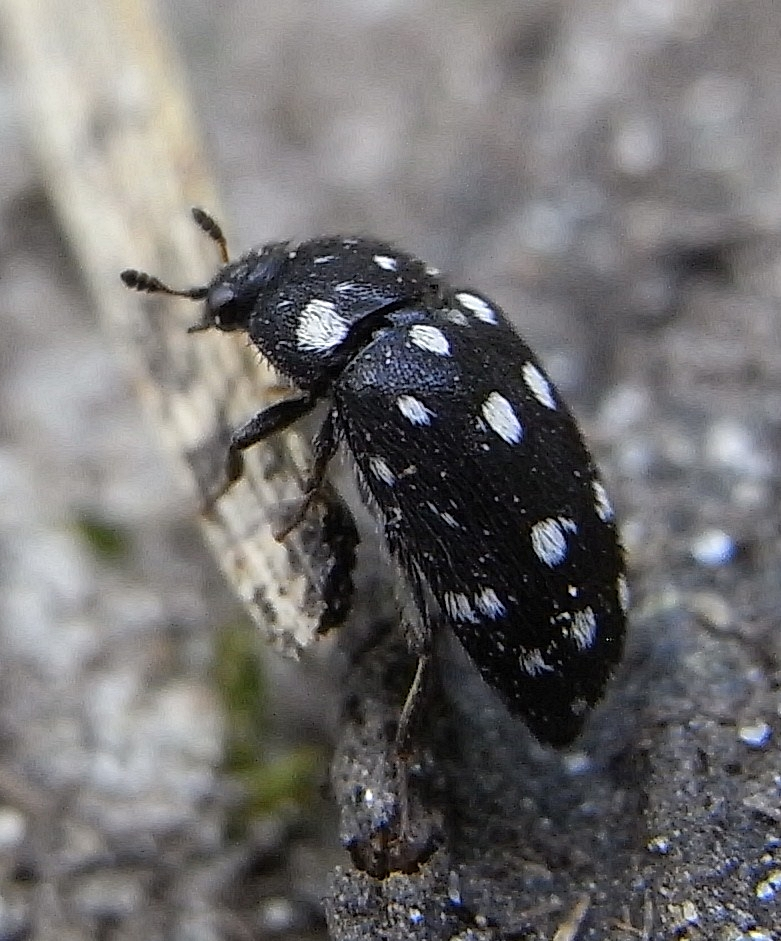
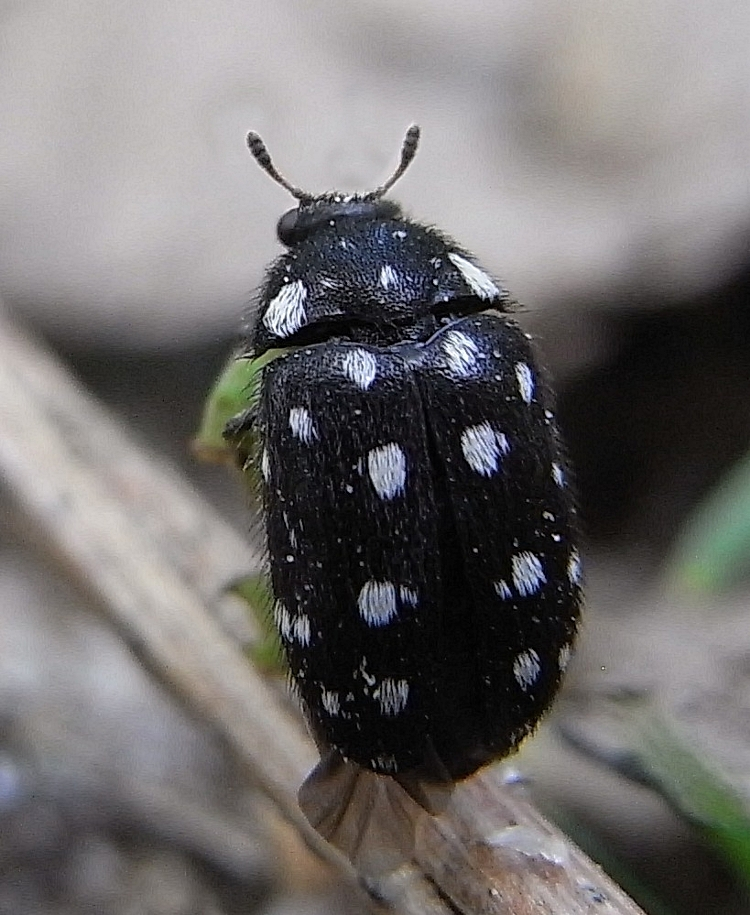